# Дженет Джаган
Дженет Розалі Джаган (до шлюбу — Розенберг; 20 жовтня 1920 — 28 березня 2009) — гаянська політична діячка, прем'єр-міністр (1997) та президент країни (1997-1999).

## Життєпис
Народилась у Чикаго в єврейській родині, що належала до верхівки середнього класу. Хоча її батьки дотримувались консервативних поглядів і завжди голосували за республіканців, Дженет з юнацьких років симпатизувала марксизму. 1943 року вийшла заміж за Чедді Джагана, майбутнього президента Гаяни, а у ті роки — зубного лікаря, та переїхала до Гаяни, де перші 10 років працювала медсестрою. 1950 стала одним із засновників Народної прогресивної партії (марксистської орієнтації), з 1950 до 1970 обіймала посаду її генерального секретаря.
1953 була вперше обрана до парламенту (від округу Ессекібо). 1955 року, коли британські колоніалісти скасували конституцію та усунули сформований НПП уряд, Джаган була заарештована на півроку. 1957 знову була обрана до парламенту, після чого отримала посаду міністра охорони здоров'я та праці. У 1963—1964  роках займала пост міністра внутрішніх справ. Після приходу до влади 1964 року Народного національного конгресу (ННК) стала одним з лідерів опозиції. У 1973–1997 роках була редактором загальнонаціональної газети «Mirror». З 1975 до 1997 — депутат парламенту. 1993 року отримала найвищий орден країни — «За заслуги».
1992 року Чедді Джагана було обрано президентом Гаяни. Після його смерті у березні 1997 року Дженет стала прем'єр-міністром і віце-президентом. Здобувши перемогу на президентських виборах восени того ж року, стала першим президентом-жінкою незалежної Гаяни. ННК заявила, що вибори було сфальсифіковано, проте міжнародні спостерігачі й НПП відкинули такі звинувачення.
Вона продовжила політику чоловіка, спрямовану, з одного боку, на збільшення припливу іноземних інвестицій, а з іншого — на підвищення рівня соціального захисту населення та пом'якшення міжрасових суперечностей. У серпні 1999 року вийшла у відставку з посади президента після перенесеного серцевого нападу. Відповідно до конституції виконання обов'язків президента було покладено на Бхаррата Джагдео, який на той час обіймав посаду прем'єр-міністра.
До Дженет Джаган, єврейки за національністю та переконаної комуністки, завжди ставились із підозрою у США; вона посідала помітне місце у широко розповсюджених теоріях «єврейської змови». У Гаяні ж вона так само популярна. 1997 року ЮНЕСКО нагородило Джаган золотою медаллю імені Ганді за діяльність зі зміцнення миру, розвитку демократії та боротьбу за права жінок.
1997 року родичка Дженет Джаган, американська кінорежисер Сьюзен Вассерман, зняла присвячений Дженет документальний біографічний фільм «Грім у Гаяні». За визнанням Дженет, її єврейство, можливо, відіграло роль у тому, що вона завжди непримиренно ставилась до соціальної нерівності та прагнула до кращого життя для всіх людей на Землі.